# Zhao Mengjian
Zhao Mengjian ou Chao Mêng-Chien ou Tchao Mong-Kien, surnom: Zigu, nom de pinceau: Yizhai est un peintre chinois du XIIIe siècle, né en 1199, mort en 1295. Il est actif à Haiyan (district administratif de la province du Zhejiang en Chine).

## Biographie
Zhao Mengjian est un parent éloigné de l'empereur Song, il atteint un poste élevé dans le mandarinat, jusqu'à être en 1260 président de l'Académie Hanlin. Il se retire de la vie publique à la chute de la dynastie Song, à l'inverse de son cousin Zhao Mengfu, et refuse de servir les mongols; il se consacre alors à la peinture de narcisses, de fleurs de prunier, d'épidendrons et de bambous, dans un style élégant répondant aux goûts lettrés de son époque.

## Style et tradition
Le thème des plantes, tels le bambou ou les pruniers en fleur, ordinairement traité à l'encre monochrome, sont le sujet favori des peintres amateurs depuis l'époque de Su Shi et de son ami Wen Tong. Les artistes qui ont acquis de l'aisance avec le pinceau et l'encre par la pratique de la calligraphie peuvent la déployer plus efficacement dans les peintures de ce genre, qui ne sont pas techniquement éprouvantes et ne requièrent pas les compétences spécialisées des maîtres professionnels formés dans les ateliers. La signification symbolique attachée au thème des plantes les rende idéales pour la transmission des félicitations et autres messages entre les lettrés, et pour le renforcement de leur sentiment communautaire à une époque où ces valeurs communes semblent trahies. L'artiste Zheng Sixiao (1241-1318) peint des lanhua, les orchidées chinoises, dans des œuvres qui expriment l'idée de la modeste réclusion, tant formellement, dans leurs simples assemblages de traits de pinceau sans prétention, que comme image. 
À la génération précédente, Zhao Mengjian a parfois peint un thème encore plus adapté à la situation, dans lequel les gentilshommes lettrés se trouvent être les « Trois Amis de la saison froide ». Les Trois Amis — le pin, le bambou et le prunier en fleur — symbolisent en tant que survivants des rigueurs de l'hiver, la vertu confucéenne du maintien de l'intégrité en des temps éprouvants. Une peinture sur éventail traitant et portant le sceau de Zhao Mengjian doit son caractère poignant au fait qu'elle est probablement réalisée durant les années où les Song connaissent la défaite. Elle représente trois plantes aux tiges entrelacées dans un style précis, maîtrisé, qui n'est pas en disharmonie avec la manière académique des Song; on ne voit ici aucun de ces effets de pinceau bruts ou de ces marques de spontanéité qui sont si caractéristiques de la peinture Yuan, et l'œuvre semble confirmer la persistance de l'ordre sous la tension.

## Style d'esquisse
Zhao Mengjian, grand lettré apparenté à la famille impériale, écrit aussi un Traité de prunier. Avec des pruniers en fleurs, il peint des bambous, des narcisses et des orchidées. Zhao Mengfu admire dans l'œuvre de son cousin la justesse, le rythme, l'ordonnance. Dispersés ou entassés, les narcisses de Mengjian sont toujours harmonieusement disposés dans l'espace ouvert à leur respiration. Peints à l'encre, en style d'esquisse, avec rigueur et naturel, narcisses et orchidées sont expressifs de pureté comme les bambous et les pruniers en fleurs. Comme on peut le voir avec Les Trois Amis de la saison froide. Zhao aime peindre dans la manière baimiao. Branche de pin, de pruniers en fleurs, tiges de bambous sont ici « ouvrées » avec puissance. Le noir profond des feuilles de bambous fait ressortir la blancheur des fleurs de prunier. La finesse des aiguilles de pin crée une impression de légèreté. La précision du dessin ne nuit en rien à l'énergie qui se dégage de l'ensemble.

## Musées
- Shanghai:

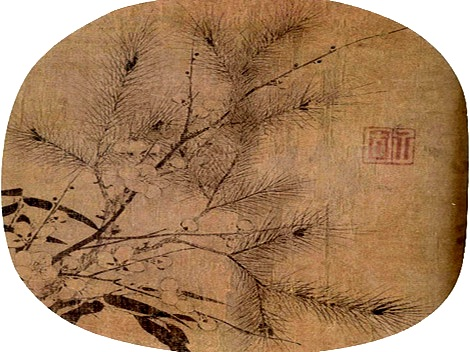
Les trois amis du froid forme d'éventail par Zhao Mengjian.

  - Les Trois Amis de la saison froide, feuille d'album en forme d'éventail, encre sur soie, dynastie des Yuan. 24,3x23,3 centimètres.
- Taipei (Nat. Palace Mus.):
  - Les Trois Amis de la saison froide, le pin, le bambou, le prunier en fleurs, encre sur papier, feuille d'album. 33,2x53,4 centimètres.
  - Narcisses, rouleau en longueur.
- Washington DC (Freer Gallery of Art):
  - Narcisses, rouleau en longueur, signé.